# Nathan Burns
Nathan Burns, född 7 maj 1988, är en australisk professionell fotbollsspelare som åtminstone säsongen 2021/2022 spelade för Bathhurst LXXV. Han debuterade i Australiens landslag 2007.